# ترس‌افزار
ترس‌افزار (به انگلیسی: Scareware) نوعی بدافزار است که از مهندسی اجتماعی برای ایجاد شوک، اضطراب یا حس تهدید استفاده می‌کند تا کاربران را مجبور به خرید نرم‌افزارهای ناخواسته کند. ترس‌افزار نوعی از نرم‌افزارهای مخرب است که شامل نرم‌افزارهای امنیتی سرکش، باج افزار و سایر نرم‌افزارهای کلاهبرداری است که کاربران را فریب می‌دهد تا فکر کنند رایانه‌ی‌شان آلوده به ویروس است، سپس به آنها پیشنهاد می‌دهد که نرم‌افزاری به عنوان آنتی‌ویروس بخرند تا ویروس را حذف کند. معمولاً ویروس واقعی نیست و خود بدافزار است. طبق گزارش کارگروه مبارزه با فیشینگ، تعداد بسته‌های ترس‌افزار در نیمه دوم سال ۲۰۰۸ از ۲۸۵۰ به ۹۲۸۷ جهش کرد و در نیمه اول سال ۲۰۰۹، استفاده از ترس‌افزارها ۵۸۵٪ افزایش پیدا کرد.
به بیانی دیگر ترس افزار یا Scareware یک نوع بدافزار است که با استفاده از روش‌های مهندسی اجتماعی کاربران را وا می‌دارد که فکر کنند باید نرم افزار‌های مخرب، یا گاهی بی‌فایده را دانلود یا خریداری کنند. ترس افزار که اغلب با استفاده از یک تبلیغ پاپ آپ آغاز می‌شود، از مهندسی اجتماعی استفاده می‌کند تا از ترس کاربران بهره برده و آن‌ها را به نصب نرم‌افزار ضد ویروس جعلی ترغیب کند.
برچسب «ترس‌افزار» همچنین می‌تواند برای هر برنامه یا ویروسی که به قصد شوخی برای کاربران اضطراب یا وحشت ایجاد کند به کار برده شود.
در ادامه چند روش معمول آورده شده است که هکر‌ها برای انجام حملات ترس‌افزاری خود و توزیع بدافزار از آن‌ها استفاده می‌کنند:
پاپ آپ: قبلاً در این مورد توضیح داده شده است، اما پیام‌ها و هشدار‌های پاپ آپ راهی معمول برای مجرمان اینترنتی جهت استقرار ترس‌افزار است.
تبلیغات مخرب یا Malvertising: در مورد ترس‌افزار، هکر‌ها از توزیع کنندگان تبلیغات برای نمایش تبلیغات جعلی یا مخرب در وب‌سایت‌ها (با یا بدون اطلاع آنها) استفاده می‌کنند. مجرمان اینترنتی انواع مختلفی از بدافزار‌ها را پخش می‌کنند، از جمله نمایش تبلیغات جعلی مربوط به آنتی ویروس فیک را در وب‌سایت‌ها و برنامه‌های معتبر قرار می‌دهند.
بارگیری / نصب: هکر‌ها با ارائه فایل‌های رایگان، مانند نرم افزار، آهنگ، عکس، فیلم، فایل PDF کتاب‌های معروف و غیره، قربانیان را فریب می‌دهند و ترس‌افزار را در داخل این فایل‌ها پنهان می‌کنند. آن‌ها همچنین ممکن است نسخه‌هایی از برنامه‌ها و نرم افزار‌های معروف را بسازند تا کاربران را فریب دهند که آن‌ها را به جای برنامه‌های قانونی دانلود نمایند.
ایمیل‌های فیشینگ: مهاجم با هشدار آلوده بودن دستگاه یک ایمیل فیشینگ برای شما ارسال می‌کند و به شما نرم افزار آنتی ویروس یا پشتیبانی فنی را ارائه می‌دهد. آن‌ها همچنین ممکن است ایمیل‌هایی را به صورت جعلی از طرف یک شرکت یا شخص مورد اعتماد شما ارسال کنند و بدافزار ترس‌افزار را به عنوان پیوست ارسال نمایند. به نظر میرسد پیوست مانند یک فاکتور خرید، سند معامله، پرونده تجاری یا پرونده رسانه‌ای رایگان است. اما هنگامی که بر روی آن کلیک می‌کنید، ترس‌افزار بر روی دستگاه شما بارگیری می‌شود.
وب‌سایت‌های آلوده: مهاجمان وب‌سایت‌هایی ایجاد میکنند که توجه کاربر را به خود جلب کرده و هنگامی که کاربران از چنین سایت‌هایی بازدید می‌کنند، پنجره‌های پاپ آپ ترس‌افزار، در کل صفحه نمایش، نشان داده می‌شود.

## کلاه‌برداری با ترس‌افزار
نویسندگان امنیت اینترنتی از اصطلاح «ترس‌افزار» برای توصیف دسته‌ای از محصولات نرم‌افزاری استفاده می‌کنند که اخطارهای بیهوده و هشدار دهنده یا اخطارهای تهدید آمیز را تولید می‌کنند (معمولاً برای فایروال تبلیغاتی و نرم‌افزار پاک کننده رجیستری که غیر واقعی یا بی فایده هستند). این نوع از برنامه‌ها سعی می‌کنند با بمباران کاربر با پیام‌های هشدار دهندهٔ مداوم که به هیچ وجه اثربخشی آن‌ها را افزایش نمی‌دهد، ارزش خود را افزایش دهند. نرم‌افزار به منظور فریب مصرف‌کنندگان طوری بسته‌بندی شده‌است که کاملاً مشابه نرم‌افزارهای امنیتی قانونی به نظر برسد.
برخی از وب سایت‌ها پنجره‌های تبلیغاتی پاپ آپ یا بنرهایی نشان می‌دهند، با مضمون: "امکان دارد رایانه شما به برنامه‌های جاسوسی مضر آلوده باشد. ممکن است حذف فوری لازم باشد. برای اسکن، روی "بله" در زیر کلیک کنید." این وب سایت‌ها می‌توانند تا آنجا پیش بروند که حتی شغل، حرفه یا ازدواج کاربر را در معرض خطر قرار دهند. محصولاتی که از تبلیغاتی از این دست استفاده می‌کنند اغلب به عنوان ترس‌افزار در نظر گرفته می‌شوند.
برخی از ترس‌افزارها به هیچ برنامه نصب شده دیگری وابسته نیستند. یک کاربر می‌تواند با یک پاپ آپ در یک وب سایت مواجه شود که نشان می‌دهد رایانه شخصی وی آلوده‌است. در برخی از سناریوها، حتی اگر کاربر بخواهد اعلان را لغو کند، ممکن است به ترس‌افزار آلوده شود. این پنجره‌های ویژه به گونه‌ای طراحی شده‌اند که به نظر می‌رسد متعلق به سیستم‌عامل هستند درحالی که صفحهٔ وب اند.
مطالعه‌ای که سال ۲۰۱۰ توسط گوگل انجام شد نشان داد که ۱۱۰۰۰ دامنه میزبان نرم‌افزار آنتی‌ویروس جعلی هستند که ۵۰٪ از کل بدافزارهای منتقل شده از طریق تبلیغات اینترنتی را تشکیل می‌دهند.
از ۲۹ مارس ۲۰۱۱، بیش از ۱٫۵ میلیون وب‌سایت در سراسر جهان توسط حمله تزریق اس‌کیوال LizaMoon که توسط ترس‌افزارها گسترش یافته‌است، آلوده شده‌اند.
تحقیقات انجام شده توسط گوگل کشف کرد که ترس‌افزار از برخی از سرورهای خود برای بررسی اتصال به اینترنت استفاده می‌کند. داده‌ها حاکی از آن است که حداکثر یک میلیون دستگاه به ترس‌افزار آلوده شده‌اند. این شرکت هشداری را در نتایج جستجوی کاربرانی قرار داده‌است که به نظر می‌رسد رایانه‌های آنها آلوده‌است.
نمونهٔ دیگری از ترس‌افزار، Smart Fortress است. این سایت باعث ترس مردم می‌شود به گونه‌ای که فکر کنند ویروس‌های زیادی در رایانه خود دارند و از آنها می‌خواهد خدمات حرفه‌ای را خریداری کنند.

## نرم‌افزارهای جاسوسی

گفتگوی SpySheriff، طراحی شده برای ترساندن کاربران در نصب نرم‌افزار سرکش

برخی از انواع نرم‌افزارهای جاسوسی نیز به عنوان ترس‌افزار واجد شرایط هستند زیرا پس زمینه دسکتاپ کاربر را تغییر می‌دهند، آیکون‌هایی را در قسمت اعلانات رایانه نصب می‌کنند (تحت عنوان مایکروسافت ویندوز) و ادعا می‌کنند که نوعی نرم‌افزار جاسوسی، رایانهٔ کاربر را آلوده کرده‌است و ترس‌افزار به حذف آن کمک می‌کند.
در بعضی موارد، تروجان‌های ترسناک، متن بزرگ و زرد رنگی را با عنوان "هشدار! شما نرم افزارهای جاسوسی دارید!"، جایگزین دسکتاپ قربانی می‌کنند. و حتی محافظ صفحه را مجبور می‌کنند تا به باگ خزنده در صفحه تغییر کند. Winwebsec اصطلاحی است که معمولاً برای آدرس دهی بدافزاری به کار می‌رود که به کاربران سیستم عامل ویندوز حمله می‌کند و ادعاهای واقعی مشابه ادعای نرم‌افزارهای اصلی ضد بدافزار ایجاد می‌کند.

## حذف نرم‌افزار امنیتی
روش دیگر این است که کاربران را فریب دهند تا نرم‌افزار ضدویروس قانونی مانند Microsoft Security Essentials را حذف نصب کنند یا فایروال را غیرفعال نمایند. از آنجا که برنامه‌های آنتی‌ویروس معمولاً از محافظت در برابر دستکاری یا غیرفعال شدن توسط نرم‌افزارهای دیگر برخوردار هستند، ممکن است ترس‌افزار از مهندسی اجتماعی استفاده کند تا کاربر را متقاعد کند برنامه‌هایی را که از کار بدافزار جلوگیری می‌کنند غیرفعال کند.

## ترس‌افزار با هدف شوخی
نوع دیگر ترس‌افزار شامل نرم‌افزارهایی است که برای ترساندن واقعی کاربر از طریق استفاده از تصاویر، صداها یا فیلم پیش‌بینی نشده طراحی شده‌اند.
- از اولین برنامه‌های این نوع، NightMare است، برنامه‌ای که در سال ۱۹۹۱ در فیش دیسک برای رایانه آمیگا (فیش شماره ۴۴۸) توزیع شده‌است. هنگامی که این برنامه اجرا می‌شود، برای مدت زمان طولانی و غیرقابل پیش‌بینی خاموش است، ناگهان شروع به پخش یک جیغ وحشتناک در کانال‌های صوتی می‌کند و کل صفحهٔ رایانه را به تصویر جمجمه تغییر می‌دهد.[۱۷]
- ترس‌افزار مبتنی بر اضطراب، کاربران را در موقعیت‌هایی قرار می‌دهد که هیچ نتیجه مثبتی در پی ندارد. به عنوان مثال، یک برنامه کوچک می‌تواند جعبه محاوره ای را با عنوان "همه چیز را در دیسک سخت پاک کند؟" ارائه دهد. با دو دکمه، هر دو با برچسب "OK". صرف نظر از اینکه کدام دکمه انتخاب شود، هیچ چیز از بین نمی‌رود.[۱۸]
- این روش در کمپین تبلیغاتی Sir-Tech در سال ۱۹۹۷ برای تبلیغات Virus: The Gameمورد استفاده قرار گرفت. وقتی فایل اجرا می‌شود، نمای تمام صفحه دسکتاپ ظاهر می‌شود. سپس نرم‌افزار شروع به شبیه‌سازی حذف پوشه ویندوز می‌کند. وقتی این روند کامل شد، پیامی به آرامی روی صفحه تایپ می‌شود که می‌گوید: «خدا را شکر این فقط یک بازی است.» صفحه‌ای با اطلاعات خرید ظاهر می‌شود و سپس به دسکتاپ برمی‌گردد. در هنگام تبلیغات هیچ صدمه‌ای به رایانه وارد نمی‌شود.[نیازمند منبع]